# Garryales
Classification APG III (2009)
Ordre
L'ordre des Garryales est un ordre de plantes dicotylédones introduit par la classification phylogénétique des Angiospermes.
En classification phylogénétique APG (1998) la circonscription était :
- ordre Garryales
- : famille Aucubaceae
- : famille Eucommiaceae
- : famille Garryaceae
- : famille Oncothecaceae

En classification phylogénétique APG II (2003) la circonscription était :
- ordre Garryales
- : famille Eucommiaceae
- : famille Garryaceae
- :: [+ famille Aucubaceae ]

NB : "[+ ...]" = famille optionnelle
Le APWebsite [22 dec 2003] n'accepte pas la famille Aucubaceae et l'ordre comprend deux familles.
En classification phylogénétique APG III (2009) la circonscription est :
- ordre Garryales Lindl. (1835)
- : famille Eucommiaceae Engl. (1907)
- : famille Garryaceae Lindl. (1834) (incluant Aucubaceae Bercht. & J.Presl)